# سالفادور كابين
سالفادور كابين مارتينو (بالإسبانية: Salva Capín)، والمعروف باسم سلفادور كابين (من مواليد 14 مارس 1975 في خيخون) هو لاعب كرة قدم إسباني متقاعد.

## وصلات خارجية
- Career summary by playerhistory.com